# Balian Buschbaum

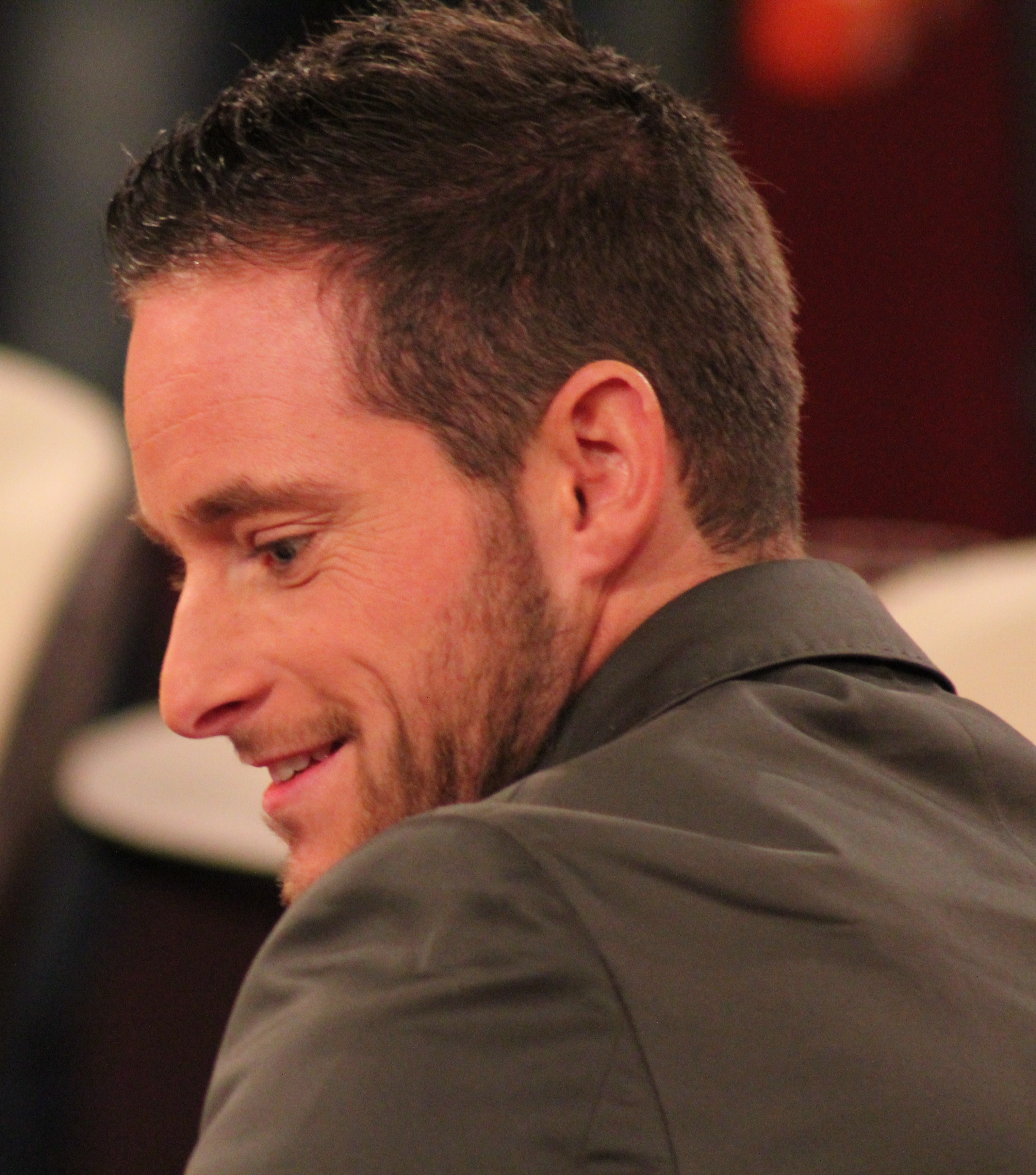
Balian Buschbaum bei der Fernsehaufzeichnung Markus Lanz 2010

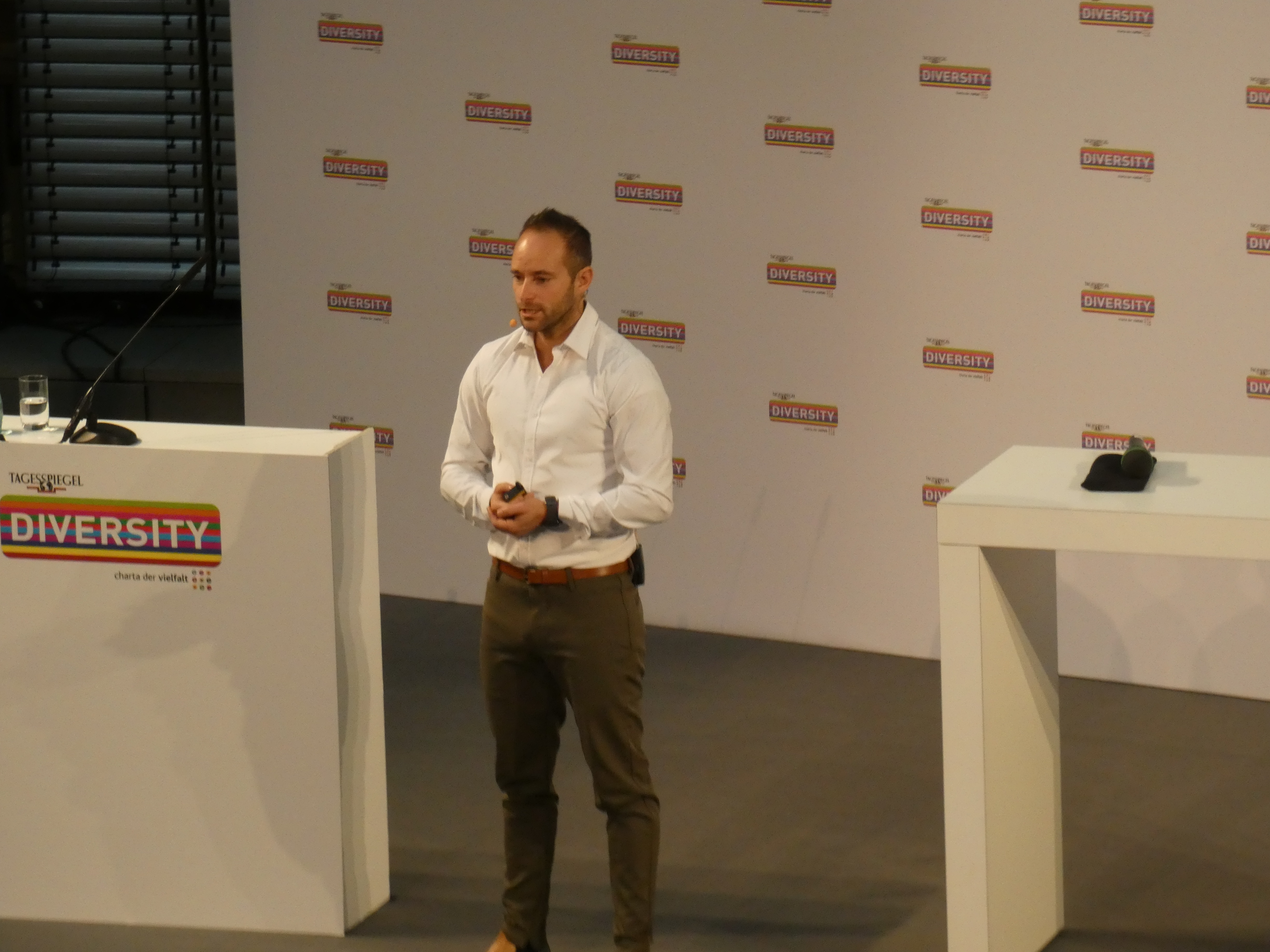
Buschbaum als Sprecher auf der Diversity 2019

Balian Buschbaum (* 14. Juli 1980 in Ulm) war unter seinem ursprünglichen Namen Yvonne Buschbaum in der deutschen Leichtathletik im Stabhochsprung erfolgreich und beendete die Sportlerlaufbahn im November 2007.

## Leben
Buschbaum ist 1,70 m groß, wog zu Wettkampfzeiten 55 kg und trainierte unter Herbert Czingon. Buschbaum errang mehrfach den Titel der Deutschen Jugendmeisterin und wurde 1999 Deutsche Meisterin im Stabhochsprung. Die damalige deutsche Rekordhöhe von 4,42 m übersprang Buschbaum am 28. Juni desselben Jahres. Bereits zuvor hatte Buschbaum mit 4,37 m einen neuen Juniorenweltrekord aufgestellt. 2003 wechselte Buschbaum vom VfB Stuttgart zum ABC Ludwigshafen und schließlich zur Saison 2007 zum rheinhessischen TuS 1897 Saulheim, um sich auf die WM-Saison mit dem Höhepunkt im japanischen Osaka vorzubereiten. Größte Erfolge waren zwei dritte Plätze bei den Leichtathletik-Europameisterschaften 1998 und 2002 sowie der sechste Platz bei den Olympischen Spielen 2000 in Sydney.
| Leistungsentwicklung | Leistungsentwicklung |
| Jahr                 | Höhe in m            |
| -------------------- | -------------------- |
| 1996                 | 3,55                 |
| 1997                 | 4,00                 |
| 1998                 | 4,31                 |
| 1999                 | 4,42                 |
| 2000                 | 4,45                 |
| 2001                 | 4,45                 |
| 2002                 | 4,64 (Halle: 4,65)   |
| 2003                 | 4,70                 |
| 2004                 | 4,21                 |
| 2005                 | –                    |
| 2006                 | 4,62                 |
| 2007                 | 4,35                 |

Buschbaum outete sich am 21. November 2007 als Transmann, beendete endgültig seine sportliche Laufbahn und befand sich 2007/2008 bei der Bundeswehr im Berufsförderungsdienst. Um sich körperlich an das empfundene Geschlecht anzupassen, begann Buschbaum Ende 2007 eine Hormontherapie und unterzog sich später einer geschlechtsangleichenden Operation. Buschbaum begründete die Entscheidung mit einem seelischen Ungleichgewicht – seit vielen Jahren befinde er sich im falschen Körper. Mit der psychischen Belastung begründete Buschbaum auch seine verletzungsanfälligen Achillessehnen. Im Laufe seiner Karriere war Buschbaum viermal an den Füßen operiert worden. Zum neuen Vornamen Balian wurde er durch den Film Königreich der Himmel inspiriert, in dem Balian von Ibelin „alles verliert und sich dann auf eine Reise begibt, auf der er sich selbst und seine Aufgaben kennenlernt“. In die Öffentlichkeit ging er, da es in der Gesellschaft nur wenige und ungenaue Informationen sowie wenige Anlaufstellen gebe, „deswegen habe ich gedacht: Ich muss was ändern, ich muss aufklären“.
Balian Buschbaum arbeitete bis zum Ende der Hallensaison 2012/13 als Stabhochsprungtrainer in Mainz.

## Sonstiges
Buschbaum nahm im April 2013 an der sechsten Staffel der Tanzshow Let’s Dance teil. Seine Profi-Tanzpartnerin war Sarah Latton. In der vierten Show schied er aus.
Im Oktober 2019 startete er bei Ninja Warrior Germany, konnte sich aber nicht für das Halbfinale qualifizieren.

## Erfolge
- 1997: Deutsche Jugendmeisterin der B-Jugend
- 1998: Deutsche Jugendmeisterin, 4. Platz Juniorenweltmeisterschaften, 3. Platz Europameisterschaften
- 1999: Deutsche Meisterin, Deutsche Juniorenmeisterin, Deutsche Jugendmeisterin, Junioreneuropameisterin, 14. Platz Weltmeisterschaften
- 2000: Deutsche Hallenmeisterin, Deutsche Meisterin, Deutsche Juniorenmeisterin, 2. Platz Europa-Cup Superliga, 6. Platz Olympische Spiele
- 2001: Deutsche Hallenmeisterin, 6. Platz Hallenweltmeisterschaften, 7. Platz Weltmeisterschaften
- 2002: 3. Platz Deutsche Hallenmeisterschaften, 2. Platz Halleneuropameisterschaften, 2. Platz Europa-Cup Superliga, 2. Platz Deutsche Meisterschaften, 3. Platz Europameisterschaften
- 2003: 2. Platz Deutsche Hallenmeisterschaft, Deutsche Meisterin, 6. Platz Weltmeisterschaften

## Werke
- Blaue Augen bleiben blau. Mein Leben. Krüger, Frankfurt 2010, ISBN 978-3-8105-2619-9.
- Frauen wollen reden, Männer Sex: wie verschieden sind wir wirklich, Herr Buschbaum?  Fischer Taschenbuch, Frankfurt 2013, ISBN 978-3-596-19337-0.
- Warum Diversity uns alle angeht. Wie ich der wurde, der ich immer war. Fischer, Frankfurt am Main 2022, ISBN 978-3-596-70718-8